# 柳寛順
柳 寛順（りゅう かんじゅん、ユ・グァンスン、リュ・グァンスン、1902年12月16日（旧暦11月17日） - 1920年9月28日）は、戦後である1945年以降に知られるようになった朝鮮の独立運動家とされる人物。本貫は高興。

## 概要
生誕年は1902年である。名前の漢字表記や兄弟の数、梨花学堂に入学した年度も記録ごとに異なっている。忠清南道天安郡（現・天安市）龍頭里にて、父柳重權、母李少悌のもと、5人兄弟の2番目の娘として生まれた。柳重權は、「興護」という私立学校を設立したため多額の借金を抱える貧しい家庭であった。1916年、キリスト教メソジストの米国人女性宣教師アリス・シャープの援助によって、京城の梨花学堂に給費生として入学した。1919年、三・一独立運動が勃発すると朝鮮総督府から梨花学堂を含めた各学校に対して休校命令が下されている。
韓国では、日本統治時代の朝鮮を非難するために誇張が多くなされた。柳寛順についても「故郷の天安に帰り、教会関係者などを通じて万歳デモを計画した。4月1日、柳寛順は並川市場に集まった群集に独立運動のアジ演説を行い、デモ行進に移った。しかし、日本の憲兵警察は群集に発砲し、柳寛順の父母も死亡した」とされ、「一審で暴力デモを主導した罪（内乱罪）で懲役3年が宣告された。」「控訴審裁判で裁判長と言い争いになり、裁判所の椅子を裁判長に投げつけたために法廷侮辱罪で7年の刑期になった」と国定教科書で韓国国内で教えられてきた。
2000年に京城復審裁判所（控訴審）の判決文と受刑者記録表から、これは誤りで3年の判決を受けただけと訂正された。日本の刑法に法廷侮辱罪はなく、また内乱罪の場合、高等法院で特別裁判となり、また懲役刑ではなく禁錮刑になる。上記のように実際は高等法院に上告せず、懲役3年となったが、減刑されて最終的に懲役2年6か月となった。裁判所の公式記録である判決文（大正8年6月30日言い渡し）、柳寛順の囚人識別票の資料によれば、内乱罪の適用などは無く、懲役2年6ヶ月とされている。罪状も上の事実のうち主たる先導者であること、演説を行ったこと等は資料上からは確認できない。1920年9月28日、西大門刑務所内で獄死したとされる。死亡日時や確実な死没地には様々な説があるが、梨花学堂時代の級友女性の証言によると、死亡後に遺体を受け取った時、四肢切断されてはいなかったと語っている。後述のように戦後の独立以後に親日派と批判されることを恐れた梨花学堂によって、祭りあげられた。1999年7月31日に着工され、2001年8月31日に開場となった「柳寛順体育館」が天安市にある。
1945年の独立以前は無名だった柳寛順が、韓国人に最初に知られるようになったのは、国民挺身総動員朝鮮連盟、朝鮮臨戦報国団の幹部で、独立後に親日派容疑者とされた朴仁徳（パク・インドク、박인덕）と皇道学会会長も務めていた辛鳳祚（シン・ボンジョ、신봉조）という2人の梨花学堂出身女性の会話がきっかけだった。梨花女子高等学校（梨花学堂の後身）の校長だった辛鳳祚は、1946年に朴仁徳に「梨花出身で国家と民族に貢献した人はいないか？」と尋ねた。朴仁徳は自分の教え子で三一運動に参加し、後に死亡していた柳寛順の名を挙げた。朴仁徳と全永沢が『殉国少女柳寛順伝』という伝記で柳寛順のことを紹介したことで、柳寛順の存在が知られるようになった。朴と辛の2人は「柳寛順記念事業会」の設立、柳寛順の武勇伝の広報をするようになる。伝聞情報を基に「伝記」が書かれ、映画が製作された。その伝記は、1950年代から国民学校（初等学校）の教科書に載った。2014年のニューズウィーク日本語版によると、日本統治時代にアメリカに亡命し、戦後に帰国した李承晩（後の韓国初代大統領）は、日本統治時代に抗日活動を行ったとされる金日成に張り合うため、三一運動の継承者という名目を欲していた。そこに柳の話が耳に入り、李と柳が在学していた梨花学堂の思惑が一致した。梨花学堂は日本統治下でも優秀な人材を育てた名門校だけに、「日帝の協力者」と韓国内で指弾されることを恐れた同校関係者は、柳を、同校出身の愛国者・韓国建国の正統性を裏付ける存在とした。柳は三一運動における数多くの逮捕者の1人でしかなかったが、指導者らと違って親日派に転向した経歴を持たなかったことで、祭り上げるのに適任の人物だった。1947年に李承晩は梨花学堂関係者と共に柳寛順記念事業会を発足し、翌1948年には「3・1運動の精神を継承した」と前文に記載した憲法を公布し、韓国を建国、大統領に就任した。2000年代以降に遺族や研究者から創作と指摘されることになるが、1948年に製作された映画で表現されたイメージが、そのまま彼女のイメージとなった。前文は幾多の憲法改正からも生き残り、その後も韓国人イメージは1948年製作の映画や国定教科書由来であり、公的機関による柳への勲章授与や生家の復元など神話化は続いた。柳寛順は、彼等が独立後に親日経歴を隠すためと同時に韓国国内のプロテスタント宣教戦略に有効に活用された「時代のアイコン」だったのではないか指摘されている。1962年に韓国政府は柳寛順に「建国勲章独立章」（3等級）という勲章を授与している。柳寛順研究所の客員研究員によると各種記録で出生・死亡年月日、名前の漢字表記や兄弟の数、梨花学堂に入学した年度も、それぞれ異なっている。2000年10月に韓国人に知られていた柳寛順の生年死没月日、最終刑量、遺体の状況が異なると指摘された。出生年は1904年ではなく1902年で、懲役7年でなく3年、1人娘ではなかったと訂正された。2000年代後半以降から、韓国国内の百科事典でも修正され、国定教科書の内容も史実に合うように書き改められた。また、三一運動における柳寛順の役割が大きなものではないことが韓国国内でも周知され、歴史教科書からは、相次いで名前が消えた。1950年代以来、柳寛順の伝記を載せていた国定国語教科書も、2010年版の4年生の教科書以降から削除された。2014年8月には、高校の韓国史教科書8社のうち4社から柳寛順の名前が消えていたことが判明した。

## 評価

### 韓国における評価
戦後に親日派批判を恐れた梨花女子大学校によって祭りあげられた。1962年、韓国政府が建国勲章3等級「独立章」を授与すると、独立烈士と呼ばれるようになった。天安市の生家近くには柳寛順烈士記念祠堂が設けられ、西大門刑務所も歴史館として一般公開されている。
2002年には史実と経歴内容や刑務所の待遇、当時の学友が見た実際の遺体状態が韓国で知られていた内容と大きく異なり、柳に関する主流報道に誇張が多いとの研究結果がある。柳の生没年月日、名前の漢字表記、家族構成、梨花学堂への入学年度も記録によって諸説あることが判明している。
三・一独立運動から100年となる2019年、国務会議において建国勲章一等級「大韓民国章」を追加で授与することを決定した。2020年9月28日には韓国郵政が殉国100年の記念切手を発行している。

### 朝鮮民主主義人民共和国(北朝鮮)における評価
朝鮮民主主義人民共和国では「三・一独立運動は金日成の父金亨稷先生を先頭に、平壌から展開された」とし、柳寛順は金亨稷に率いられた1生徒に過ぎなかったと主張している。「この日の平壌では、昼12時の鐘の音を合図に、金亨稷先生が自ら育成した愛国的な青年学生と人民を先頭に、10万人の群集が『朝鮮独立万歳』、『日本人と日本軍は立ち去れ』というスローガンを叫びながら、激しいデモを繰り広げた」と主張し、「柳寛順の抗日運動は、金亨稷先生が主導した結果」と主張している。そのため、2008年にDaily NKからはプロパガンダであり「金父と息子の反日闘争を捏造した「ばかげたトップ5」」の一つに挙げられている。